# Hypocoela libertalia
Hypocoela libertalia är en fjärilsart som beskrevs av Pierre E.L. Viette 1980. Hypocoela libertalia ingår i släktet Hypocoela och familjen mätare. Inga underarter finns listade i Catalogue of Life.